# Judith et Holopherne
Judith et Holopherne è un cortometraggio muto del 1909 diretto da Louis Feuillade.

## Produzione
Il film fu prodotto dalla Société des Etablissements L. Gaumont

## Distribuzione
Distribuito dalla Société des Etablissements L. Gaumont, uscì nelle sale cinematografiche francesi nel giugno 1909. Negli Stati Uniti, venne distribuito dalla Kleine Optical Company il 23 aprile 1910 con il titolo Judith and Holofernes.